# Dialetto valenciano
Il valenzano, valenziano o valenciano (valencià in valenciano) è una varietà normata della lingua catalana parlata in Spagna nella Comunità Valenciana.
Dal punto di vista linguistico, è un dialetto meridionale del catalano (appartenente al gruppo dialettale occidentale), che viene regolato come varietà colta propria della regione in modo da sottolineare le differenze con il catalano normato in Catalogna. Perciò, è denominato anche lingua valenciana (llengua valenciana), denominazione con la quale si definiva frequentemente l'intero sistema catalano nei secoli XV e XVI.
Oltre che nella Comunità Valenciana, è parlato nella catena montuosa del Carche, nella regione di Murcia, da circa 550 persone.
Fra coloro che hanno dato un contributo fondamentale al recupero ed alla riorganizzazione della lessicografia valenzana si deve citare lo scrittore Enric Valor i Vives, mentre un altro promotore del suo uso fu Pere Riutort Mestre.

## Denominazione
Valenciano (valencià) è il nome storico, tradizionale e ufficiale utilizzato nella Comunità Valenciana per indicare la varietà del catalano parlata nel proprio territorio. Lo statuto e le leggi regionali lo definiscono «lingua propria» della Comunità Valenciana.
Alla luce della semplice mutua intelligibilità tra valenciano e catalano e delle marginali differenze che per lo più riguardano lessico, pronuncia e coniugazioni verbali e che non si riflettono nella lingua scritta, la quasi totalità del mondo accademico concorda sulla definizione di dialetto del catalano, pur non mancando alcune voci dissenzienti che fanno riferimento ad antiche fonti letterarie indicanti la «lingua valenciana». In particolare, a propugnare l'indipendenza del valenciano dal catalano è la Real Acadèmia de Cultura Valenciana (Accademia Reale di Cultura Valenciana). Al riguardo esiste però una controversia di natura politica. Se la Acadèmia Valenciana de la Llengua (Accademia Valenciana della Lingua) è concorde con il punto di vista accademico e l'Institut d'Estudis Catalans (Istituto di Studi Catalani) sottolinea che "valenciano" è una delle denominazioni territoriali del catalano, l'adesione del valenciano al catalano resta dibattuta in ambito politico.

## Atlante

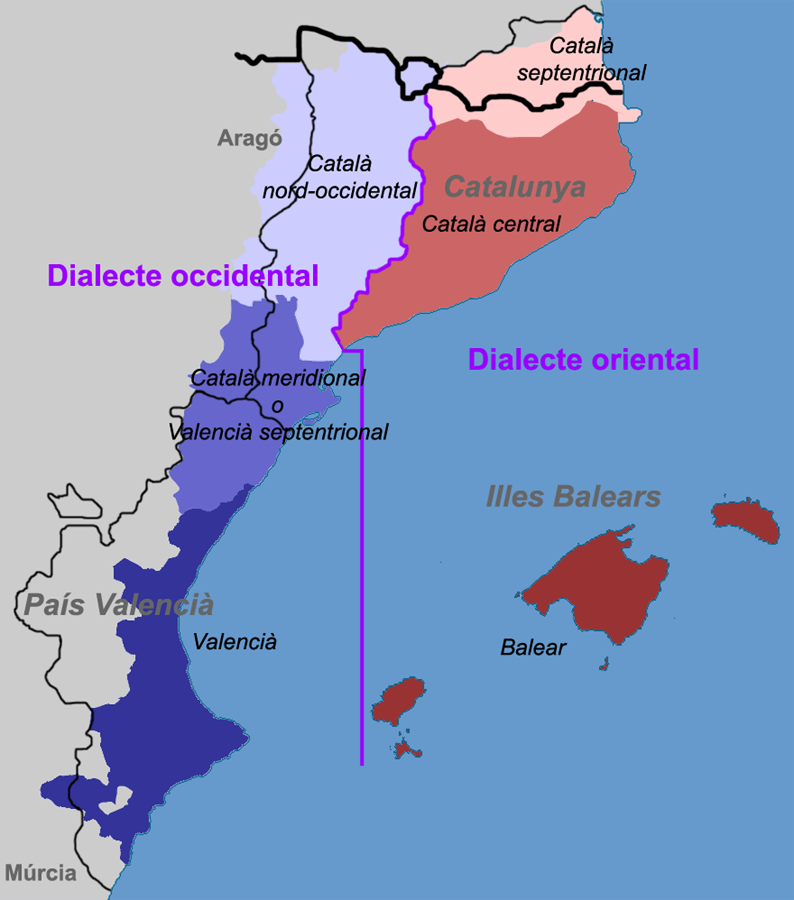
Diffusione del valenciano e delle altre varianti del catalano.
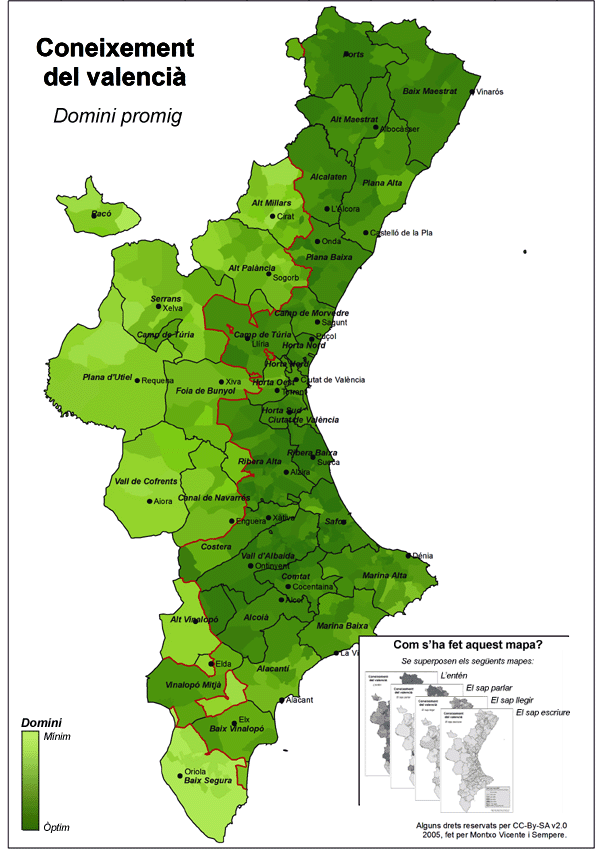
Conoscenza e diffusione del valenciano nella Comunità Valenciana secondo il censimento del 2001.
Varietà dialettali del valenciano.

## Controversie politiche
La condizione del valenzano come lingua autonoma o come varietà del catalano è disputata e interessata da controversie politiche fin dai tempi della Guerra civile spagnola. 
Nel XX secolo partiti e movimenti riconducibili al secessionismo catalano hanno investito ingenti somme di denaro per propagandare l'idea - prevalente tra i linguisti - secondo la quale il valenciano sarebbe un dialetto del catalano, nell'ottica di realizzare il progetto dei Paesi catalani, un accorpamento di regioni catalanofone a sostegno dell'indipendenza della Catalogna.
A sostenere la tesi per cui il valenciano sarebbe una lingua diversa da quella catalana, invece, sono alcuni gruppi politici di destra regionalista valenciana (aderenti all'ideologia detta blaverismo), che si vogliono così distanziare dall'indipendentismo catalano e contemporaneamente intendono riaffermare la piena appartenenza della Comunità Valenciana alla Spagna.
Nel proprio statuto regionale la Generalità Valenciana indica il valenciano come lingua coufficiale insieme allo spagnolo e designa la Acadèmia Valenciana de la Llengua come l'istituzione incaricata della sua regolazione. Tuttavia, tale ente normativo precisa che "valenciano" è il nome attribuito al catalano nel territorio regionale, sancendo così l'appartenenza del valenciano al sistema linguistico catalano. È infatti in un documento emesso nel 2005 che la Acadèmia rafforza questo principio: si afferma che il valenciano e il catalano sono un'unica lingua, pur essendo valida la denominazione di "lingua valenciana" in ambito tradizionale, storico, legale, statutario e istituzionale nella Comunità Valenciana.
Nel 2004 l'allora presidente della Generalità della Catalogna, Jordi Pujol, dichiarò che la cosiddetta "unità della lingua", cioè l'identificazione del valenciano come varietà del catalano, fu frutto di un accordo politico che siglò nel 1996 con il presidente della Generalità Valenciana, Eduardo Zaplana. In pratica, Convergenza e Unione, coalizione catalanista di centro-destra capeggiata dallo stesso Pujol, appoggiò la nomina di José María Aznar del Partito Popolare come presidente del governo spagnolo in cambio della creazione, avvenuta formalmente due anni dopo, della Acadèmia Valenciana de la Llengua (denominata appunto Accademia Valenciana della Lingua e non Accademia della Lingua Valenciana), che riconoscesse l'appartenenza del valenciano al catalano. Zaplana, esponente valenciano del Partito Popolare, negò l'esistenza di una simile trattativa.
Lo stesso anno il Governo spagnolo chiese all'Unione europea di riconoscere nella Costituzione europea le quattro lingue ufficiali dello Stato: spagnolo, catalano, basco e galiziano. Quando si trattò di recapitare al Governo centrale la traduzione della Costituzione europea nelle suddette lingue regionali di Spagna, l'amministrazione regionale catalana inviò a Madrid la stessa versione in valenciano presentata dalla Comunità Valenciana nell'intento di uscire dallo stallo legato all'annosa questione sulla separazione del valenciano dal catalano. Il testo conteneva espressioni dialettali insolite per i catalani barcellonesi e gerundensi, ma comunque familiari per i corregionali leridani e tarragonesi, i cui dialetti fanno parte dello stesso gruppo di quelli parlati nella regione confinante. Il 29 ottobre 2004, giorno della firma del Trattato di Roma, con il quale fu adottata la Costituzione dell'unione, vennero consegnate al segretario generale del Consiglio dell'Unione europea, Javier Solana, le traduzioni della Costituzione in galiziano, basco, catalano e valenciano, con le ultime due identiche (oltre alla versione in spagnolo). Tali atti scatenarono avverse reazioni politiche valenciane. Successivamente, Solana comunicò a tutti i paesi membri che, per quanto riguardava la Spagna, erano state depositate a Bruxelles due traduzioni identiche della Costituzione in una lingua denominata sia valenciano che catalano, in quanto i due vocaboli indicano lo stesso idioma: di fatto si certificava la realtà di uno solo. Di nuovo non mancarono tensioni da parte valenciana. 
Eppure, sul sito del Governo spagnolo furono caricate due differenti traduzioni in valenciano e catalano, nel rispetto delle proprie peculiarità dialettali, che non coincidevano quindi con quella unica presentata all'Unione Europea. A tal proposito l'Institut d'Estudis Catalans ribadì che nessuno specialista considera il valenciano una lingua diversa dal catalano. 
Nel 2013 il Partito Popolare rappresentato nel parlamento regionale chiese alla Real Academia Española di rivedere la voce del dizionario di lingua spagnola da essa pubblicato nel quale il valenciano viene definito varietà del catalano, indicandolo invece come lingua con origini proprie. La Acadèmia Valenciana de la Llengua ribadì però la propria posizione, ovvero che valenciano e catalano sono la stessa lingua, così anche nel dizionario pubblicato online l'anno successivo.
Nel 2015 il Consiglio d'Europa, in una relazione sull'applicazione della Carta europea delle lingue regionali o minoritarie, designò come lingue separate il valenciano e il catalano.

## Percezione dei parlanti
Al contrario dei catalani, convinti del fatto che catalano, valenciano e balearico siano tre varietà della stessa lingua normalizzabili sotto un unico standard, quello in uso in Catalogna (basato sul dialetto di Barcellona), generalmente i valenciani considerano il proprio idioma unico e separato dal catalano. Da un’indagine condotta tra il 2001 e il 2004 emerse che il 65% degli abitanti della Comunità Valenciana riteneva il valenciano una lingua autonoma dal catalano, sebbene la percentuale fosse più bassa tra le persone che avevano appreso a scuola l’idioma e tra le generazioni più giovani.

## Diffusione
Nella Comunità Valenciana l’uso dell’idioma regionale è meno diffuso rispetto alla vicina Catalogna a causa della più intensa pressione dello spagnolo.
Le aree interne della Comunità Valenciana hanno comunque una consistente maggioranza di parlanti madrelingua spagnola, il che favorisce un uso dello spagnolo superiore rispetto alla confinante Catalogna. Il quotidiano più diffuso della regione, il Levante-EMV, è scritto prevalentemente in spagnolo.
Esiste inoltre su Internet un'enciclopedia in valenciano creata da volontari e che utilizza il software MediaWiki, chiamata L'Enciclopèdia in valenciano, che è stata creata nel dicembre 2007 e dispone di oltre 26.000 articoli scritti nelle norme ortografiche valenciane Normes del Puig della Real Academia de Cultura Valenciana.